# Ludwig Reichhold
 Ludwig Reichhold (* 8. Dezember 1911 in Altaussee; † 29. April 1996 in Wien) war ein österreichischer Journalist und Historiker. Reichhold engagierte sich in der christlichen Arbeiterbewegung von Leopold Kunschak und leitete von 1934 bis 1938 die Christlich-sociale Arbeiter-Zeitung.

## Leben
1947 wurde er Redakteur des Kleinen Volksblatts. Von 1963 bis 1974 war er Redakteur der Österreichischen Monatshefte, die von der Österreichischen Volkspartei (ÖVP) herausgegeben wurden.
Reichhold arbeitete neben seiner journalistischen Tätigkeit auch als Historiker und publizierte einige grundlegende Werke zur Geschichte der christlichen Gewerkschaften und zur Geschichte der christlichsozialen Bewegung und ihrer Nachfolgeorganisation, der Österreichischen Volkspartei (ÖVP).
Er war der Erste, der nach 1945 den Begriff des „Austrofaschismus“ verwendete. Die Redaktion der Zeitschrift FORVM.  Österreichische Monatsblätter für kulturelle Freiheit hatte zum 30. Jahrestag des Februaraufstandes nach der Bewertung der Ereignisse gefragt. Ludwig Reichhold verfasste unter dem Titel „Thesen über den Austrofaschismus“ eine Analyse, die pointiert die Problematik des „österreichischen Faschismus“ zusammenfasste.

## Werke (Auswahl)
- Europäische Arbeiterbewegung, 2 Bde. Knecht, Frankfurt am Main 1953.
- Opposition gegen den autoritären Staat. Christlicher Antifaschismus 1934–1938. Europa-Verlag, Wien 1964.
- Scheidewege einer Republik. Österreich 1918–1968. Herder, Wien 1968.
- Geschichte der ÖVP. Styria, Graz / Wien 1975, ISBN 3-222-10857-9.
- Kampf um Österreich. Die vaterländische Front und ihr Widerstand gegen den Anschluss 1933-1938. Österreichischer Bundesverlag, Wien 1984, ISBN 3-215-05466-3.
- Geschichte der christlichen Gewerkschaften Österreich. Verlag des österreichischen Gewerkschaftsbundes, Wien 1987, ISBN 3-7035-0325-4.
- Ignaz Seipel. Die Bewahrung der österreichischen Identität. Karl von Vogelsang-Institut, Politische Akademie, Wien 1988.
- Jodok Fink und Nepomuk Hauser. Von der Monarchie zur Republik Österreich. Karl von Vogelsang-Institut, Politische Akademie, Wien 1989.
- Karl Lueger. Die soziale Wende in der Kommunalpolitik. Karl von Vogelsang-Institut, Politische Akademie, Wien 1989.